# Lo frate 'nnamorato
Lo frate 'nnamorato è un'opera buffa ("commedeja pe’ mmuseca") in napoletano, con parte dei dialoghi in italiano, composta nel 1732 da Giovanni Battista Pergolesi su libretto di Gennaro Antonio Federico. 

La prima di questa opera avvenne a Napoli il 27 settembre 1732 al Teatro dei Fiorentini, quindi fu ripresa, con alcune modifiche dell'autore, dallo stesso teatro durante le celebrazioni del carnevale del 1734.

## Trama
La vicenda de Lo frate ‘nnamorato (ambientata a Capodimonte, noto luogo di villeggiatura) ruota attorno ad una serie di matrimoni incautamente progettati per convenienza (e senza il consenso delle rispettive interessate) da Carlo, ricco borghese romano, e Marcaniello, attempato popolano napoletano. 
Carlo dovrebbe sposare Luggrezia, la figlia di Marcaniello, e quest'ultimo vorrebbe per sé e per il figlio Don Pietro le nipoti di Carlo, Nina e Nena (orfane dei genitori a causa di un'antica tragedia). Ma le nozze sono destinate a non andare a buon fine in quanto sia Luggrezia che Nina e Nena sono tutte e tre innamorate del figliastro adottivo di Marcaniello, Ascanio, che sente di ricambiare Luggrezia, ma a bloccarlo è la paura dell'incesto. I fili della commedia vengono ancor più aggrovigliati dagli interventi delle maliziose servette Vannella e Cardella. Tutti i nodi verranno sciolti nell'ultima scena, quando si scoprirà che Ascanio altri non è che il fratello di Nina e Nena: rapito dalla famiglia ancora in fasce, venne trovato e allevato da Marcaniello. Ascanio sposerà dunque Luggrezia, mentre i due anziani pretendenti e lo scapestrato Don Pietro dovranno rassegnarsi a restare soli.

## Personaggi e interpreti
| Personaggio | Tipologia vocale      | Interpreti della prima 27 settembre 1732 |
| ----------- | --------------------- | ---------------------------------------- |
| Marcaniello | basso                 | Giacomo D'Ambrosio                       |
| Ascanio     | soprano (in travesti) | Teresa Passaglioni                       |
| Luggrezia   | contralto             | Rosa Gherardini                          |
| Don Pietro  | basso                 | Girolamo Piani                           |
| Carlo       | tenore                | Giovanni Battista Ciriaci                |
| Nena        | soprano               | Marianna Ferrante                        |
| Nina        | contralto             | Teresa De Palma                          |
| Vannella    | soprano               | Margherita Pozzi                         |
| Cardella    | soprano               | Maria Morante                            |